# Santiago Martínez Argüelles
Santiago Ramón Martínez Argüelles (Gijón, 11 de mayo de 1967) es un economista y profesor de universidad español. Fue concejal y portavoz del grupo del PSOE en el Ayuntamiento de Gijón. Casado, tiene una hija y un hijo.

## Biografía
Nacido en Gijón en 1967. Su infancia transcurrió entre Ambás (Carreño) y Serín (Gijón) en un entorno rural y vinculado a los trabajos del campo. Es profesor en la Universidad de Oviedo, donde se doctoró en Economía con una tesis doctoral que analizaba el cambio sectorial y el desarrollo de los servicios en la economía asturiana. Este trabajo fue galardonado con los premios extraordinarios de Doctorado de la Universidad de Oviedo y de la Junta General del Principado de Asturias.

### Trayectoria universitaria
La vinculación de Martínez Argüelles con el mundo universitario comenzó en su etapa estudiantil. Con un brillante expediente, su estancia en Bradford (Inglaterra), como becario de la primera promoción ERASMUS, marcó su formación personal y académica. Una vez finalizados sus estudios como licenciado en Ciencias Económicas y Empresariales, comenzó a trabajar como profesor asociado en la Universidad de Oviedo. Posteriormente, en 1993, una beca del Banco Herrero le llevó a la Universidad de Strathclyde, en Glasgow, donde adquirió experiencias relevantes para la elaboración de su tesis doctoral. Tras obtener la plaza de profesor titular de la Universidad de Oviedo en el Departamento de Economía Aplicada, Santiago Martínez se incorporó como Vicerrector en el equipo de Juan Vázquez, haciéndose cargo de las áreas de Planificación y Coordinación (2000-2004), y Relaciones Institucionales, Coordinación y Comunicación (2004-2007). Sus investigaciones y publicaciones se han orientado básicamente hacia temas de economía de los servicios y hacia la evaluación de políticas regionales, materias en las que ha sido consultor de la Comisión Europea, Ministerio de Economía y Hacienda, Parlamento Europeo y de otras administraciones regionales y locales.

### Trayectoria política
Santiago Martínez fue concejal de Juventud y Patrimonio del Ayuntamiento de Gijón (1991-1993), siendo Alcalde Vicente Álvarez Areces. En 2007 se incorporó a la lista que encabezaba Paz Fernández Felgueroso, bajo su mandato fue Concejal de Coordinación Administrativa y Hacienda (2007-2011). 
En julio de 2010 fue elegido, al ser el único interesado, en candidato del PSOE a la Alcaldía del Ayuntamiento de Gijón para las elecciones de 2011. Su formación obtuvo 10 concejales, siendo la lista más votada, aunque no alcanzó la alcaldía, otorgada a Carmen Moriyón (Foro). Fue el líder de la oposición en la corporación 2011-2015. En septiembre de 2014 anunció que no volvería a concurrir a las elecciones municipales de 2015 y el 13 de junio de 2015 caduca su puesto de concejal. En febrero de 2016 demite como secretario general de la Agrupación Socialista de Gijón.